# 液胞
液胞（英語：vacuole）又稱液胞，是一種囊狀的單層膜胞器，内含细胞液（cell sap）呈酸性环境，其成分是水、无机盐、有机物、酶、色素，某些细菌或古菌甚至含气体以维持其在水中浮力。
液胞存在于植物和真菌细胞，以及一些原生生物、动物、细菌、古菌细胞中。液胞的作用在于存储并降解细胞中的废物和有害物质。液泡也可以参与自体吞噬，以维持许多细胞内结构的生成和分解平衡。大型液胞佔據了植物细胞體積的大部分。
在某些生物教学材料中，液泡被描述为植物细胞特有的结构，主要是为了突出植物细胞与动物细胞在结构上的显著差异。然而，从更广泛的生物学角度来看，液泡并非植物细胞所独有。动物细胞、真菌细胞以及某些原生生物也含有液泡或类似结构，虽然它们在大小、数量和功能上与植物细胞中的液泡有所不同。

## 植物的液泡
幼年的植物细胞中液泡小，多數成熟的植物細胞有一個較大的液泡。植物花、叶子、果实的颜色，除绿色外，大多由液泡內细胞液中的色素產生。
液泡由單層膜所包圍，多處於細胞的中央，內部儲有水分、養分、廢物，包括醣類、無機鹽、有機酸、氨基酸和花青素等。
液泡內的水使細胞具有膨壓，是草本植物支持作用的主要來源，這些植物缺水會很容易枯萎。

## 動物的液胞
在动物细胞中，液胞仅居次要地位，其辅助较大的胞吐和胞吞过程。动物液胞比植物液胞小，但数量通常也更多。除其數量及大小的不同以外，大致與植物的液胞無異，具有貯存水、養分等物質的功能。
还有一些动物细胞没有任何液胞，只有类似于液泡的较小的囊泡。
某些单细胞动物的食泡和伸缩泡分别有摄取营养和排泄的功能，也可以说是液泡的另一种表現形式。